# Enger
Enger település Németországban, azon belül Észak-Rajna-Vesztfália tartományban. Lakosainak száma 20 724 fő (2023. december 31.). Enger Bünde, Hiddenhausen, Herford, Bielefeld és Spenge községekkel határos.

## Fekvése
Herfordtól északnyugatra fekvő település.

## Története
Engerben 947-ben Widukind női leszármazottja Matild kolostort alapított. Matild később I. Henrik kelet-frank király felesége lett.
A település nevét 948-ban említették először Nagy Ottó alapítványi chartájában.
1305-ben egy katonai konfliktus során Enger vára megsemmisült. 1408-ban Enger Ravensberg grófsághoz került.

## Nevezetességek
- Widukind lovasszobra
- Widukindmúzeum
- Gerberei-Múzeum
- Stiftskirche

## Itt születtek, itt éltek
- Szent Matild királyné (Enger, 895 körül – Quedlinburg, 968. március 14.) – Matild Widukind fejedelmi nemzetségéből származott, és mintegy száz évvel ősapja megkeresztelkedése után született Engerben. Anyja fríz nemességből való volt.

Matildot szülei kisgyermekkorától a herfordi kolostorban neveltették, ahol nagyanyja volt az apátnő. Életrajzírói nemcsak tanulékonyságát és a sokféle művészetben megmutatkozó ügyességét magasztalják (a miniatúrafestészettől a latin nyelv ismeretéig), hanem nagy szépségét és bájosságát is.
Hírneve áthatolt a kolostor falain, és egy napon megjelent Henrik herceg (876–936), a későbbi Madarász Henrik, hogy megnézze magának a nemes hajadont. Matild megnyerte tetszését, és megkérte a kezét az apátnő-nagyanyától, és fejedelmi kísérettel vezette az esküvőre Wallhausenbe.

## Galéria

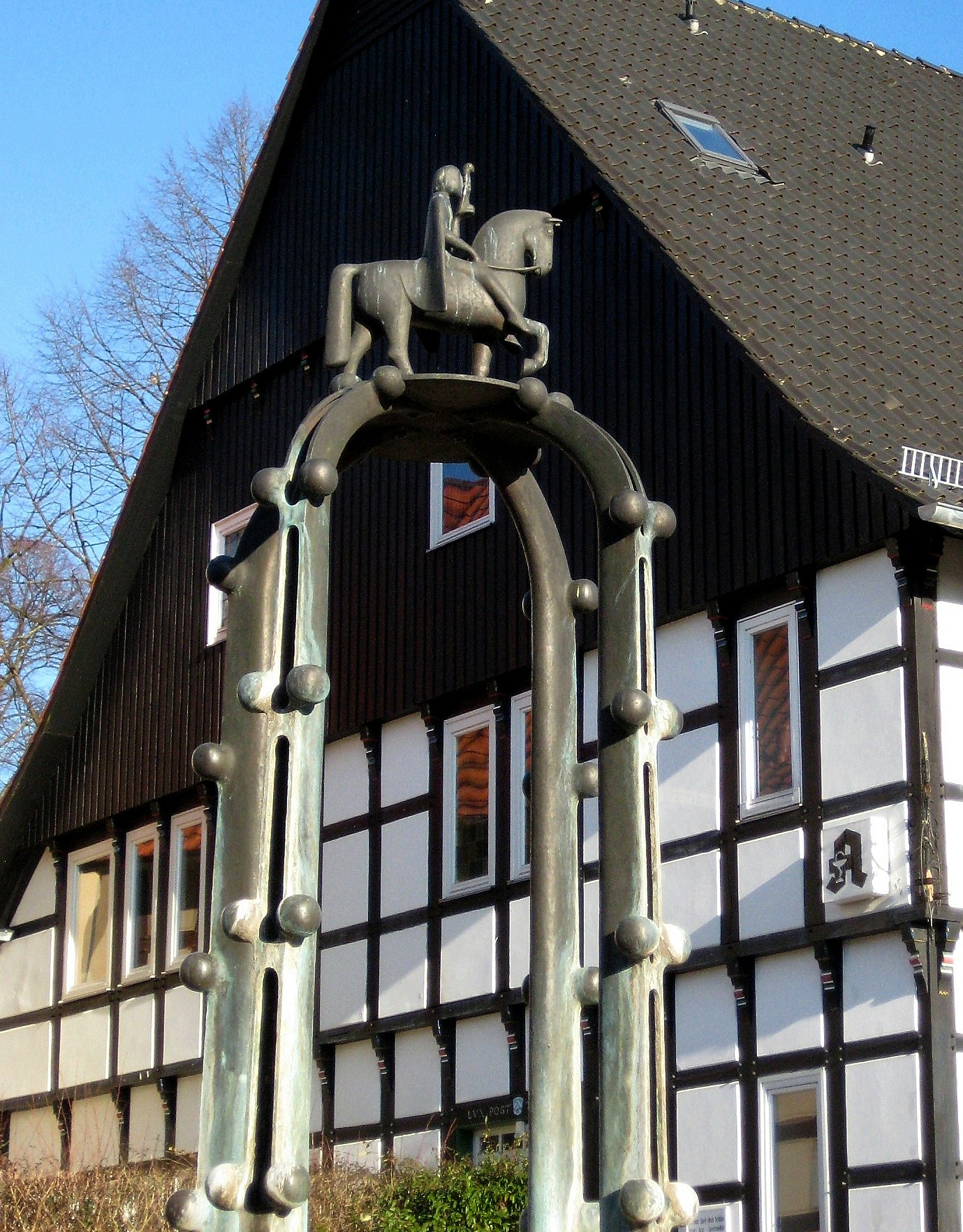
Witterkind (Widukind) lovasszobra
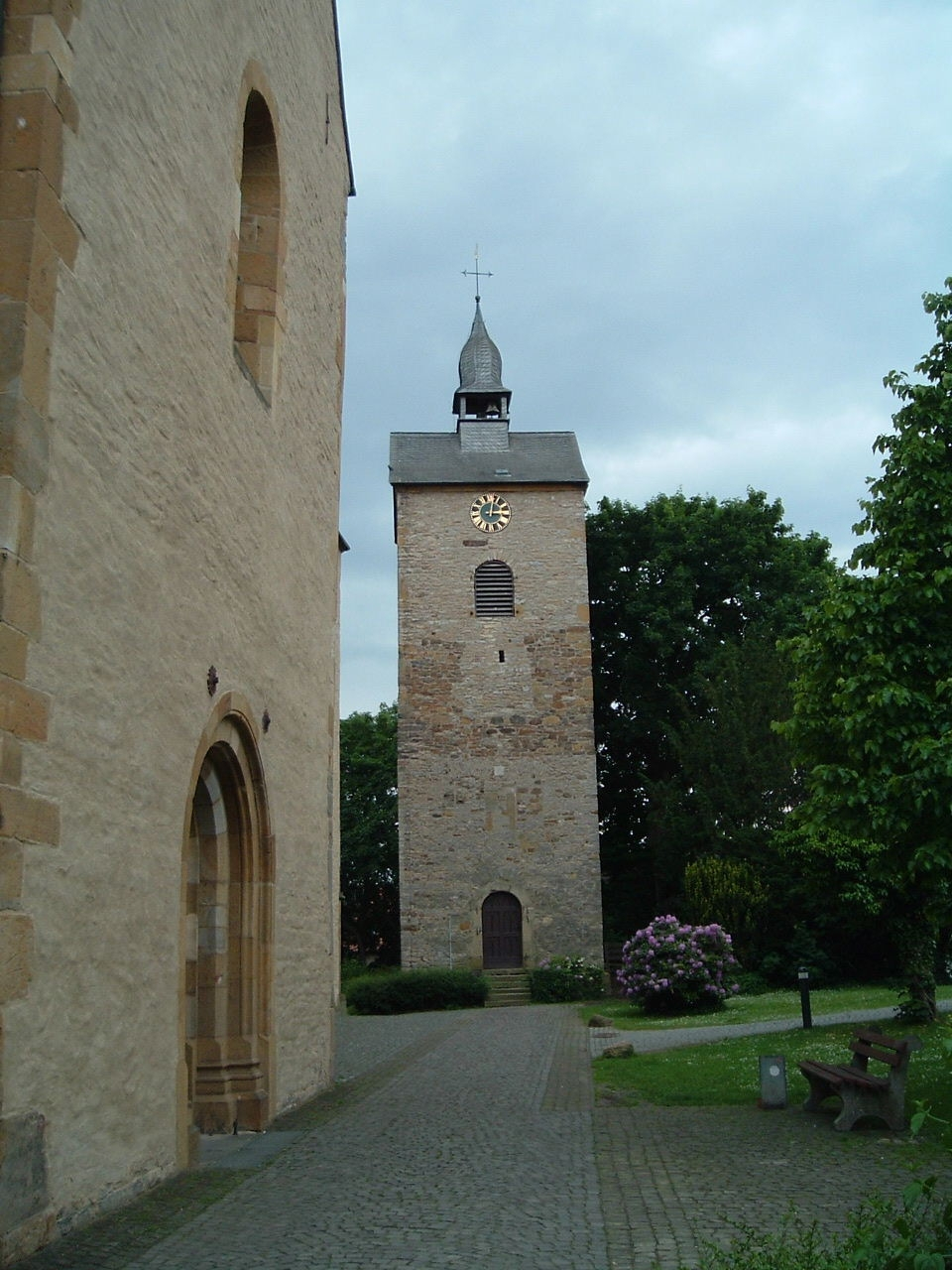
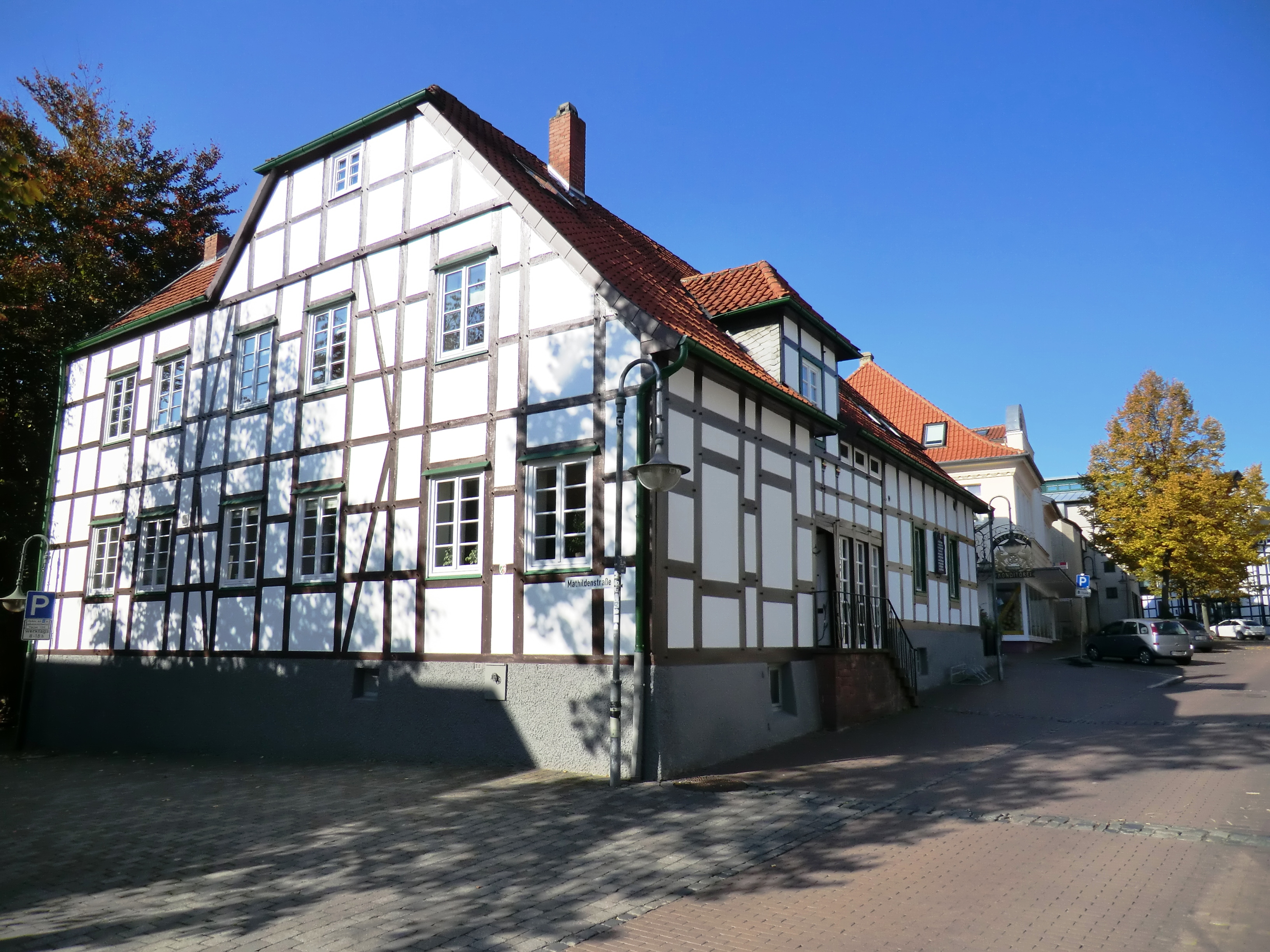
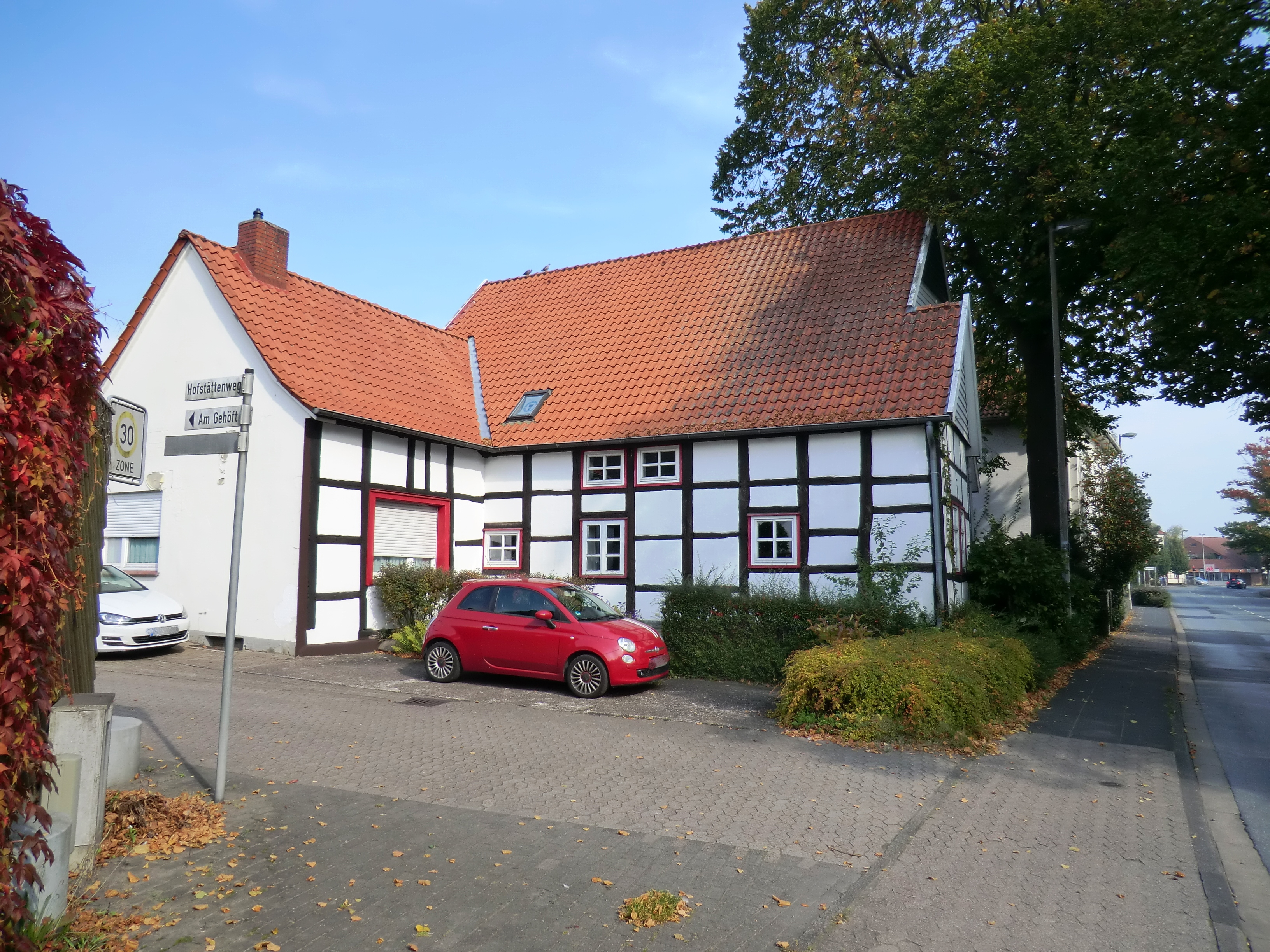
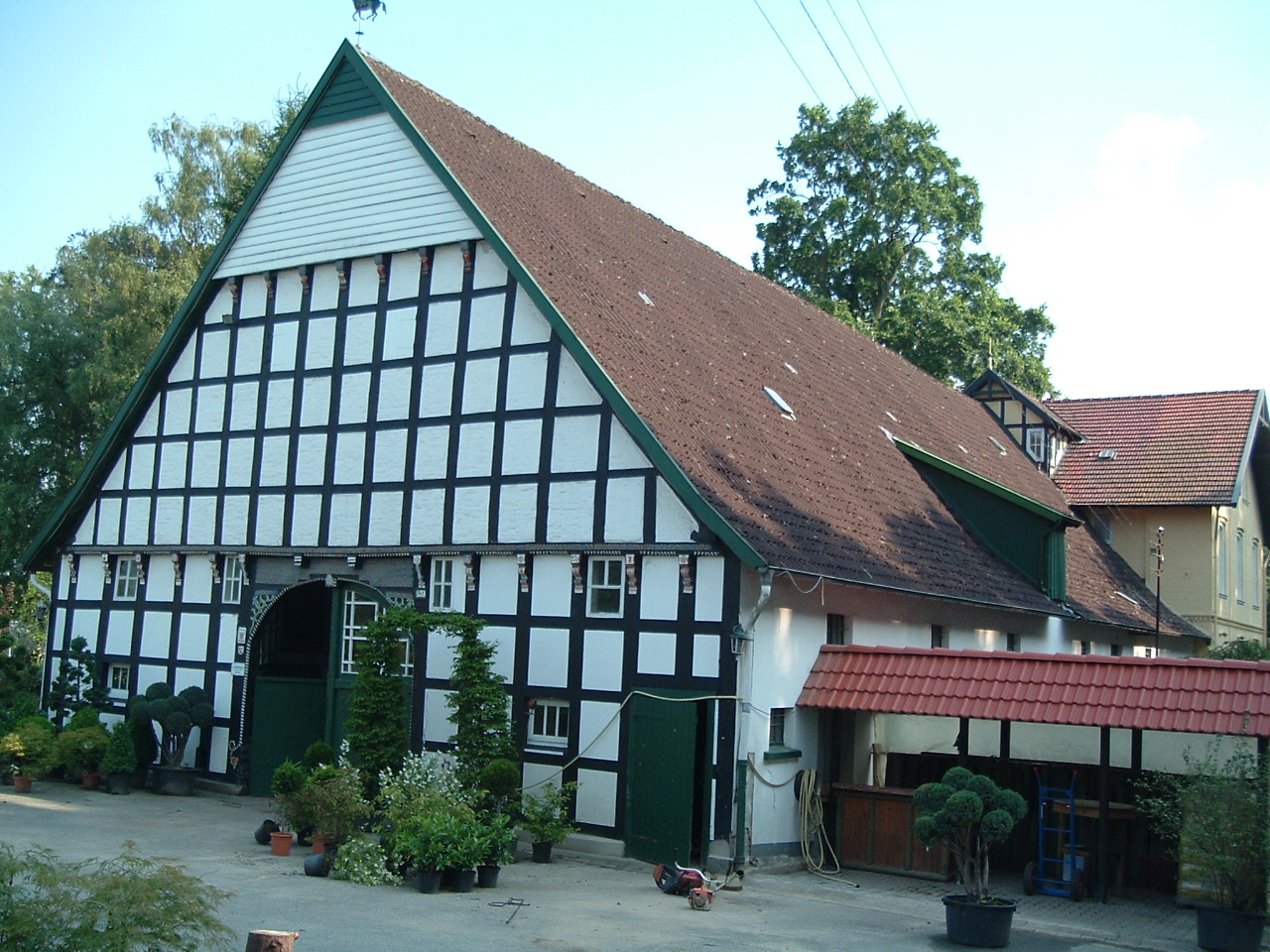
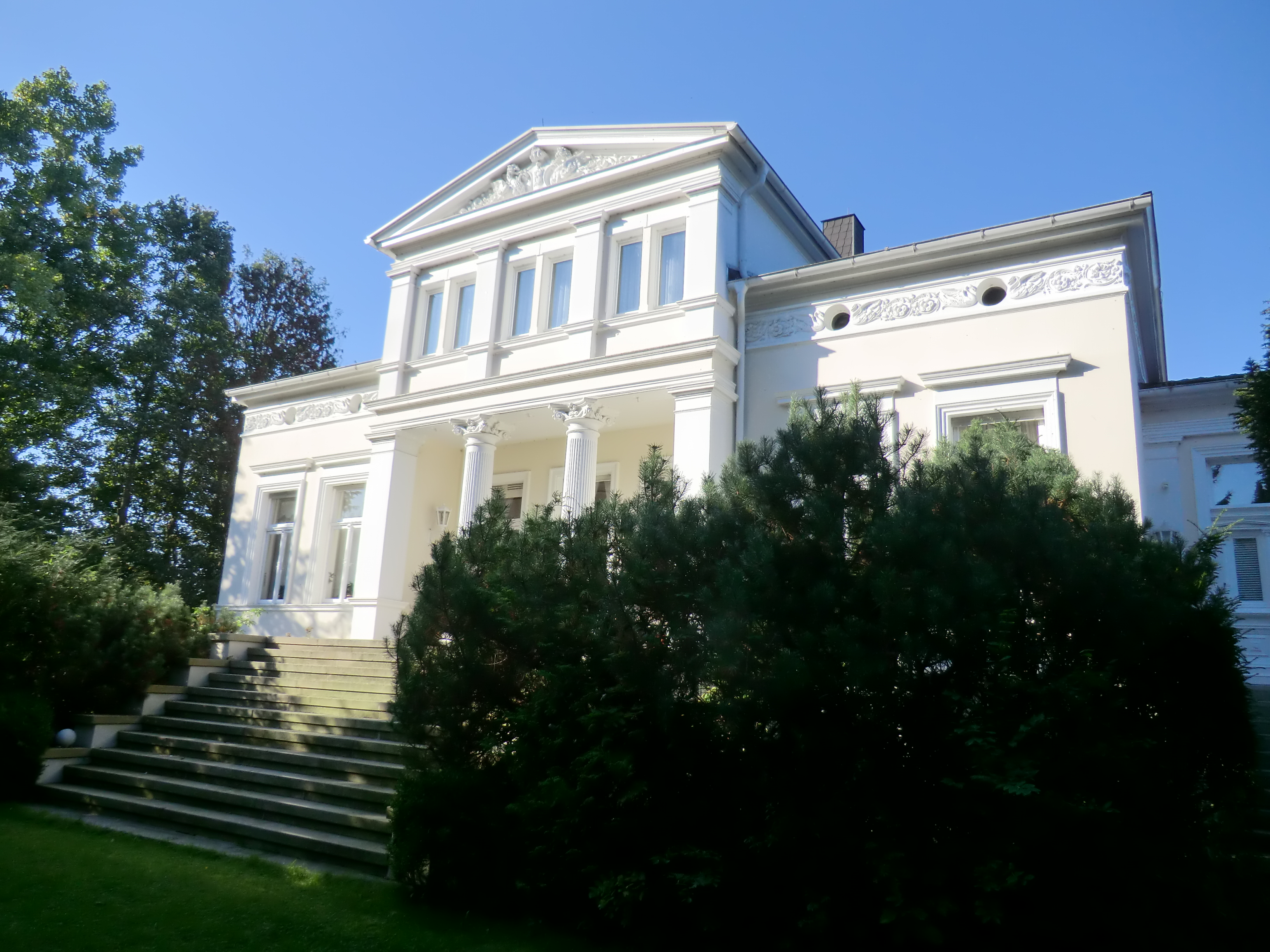
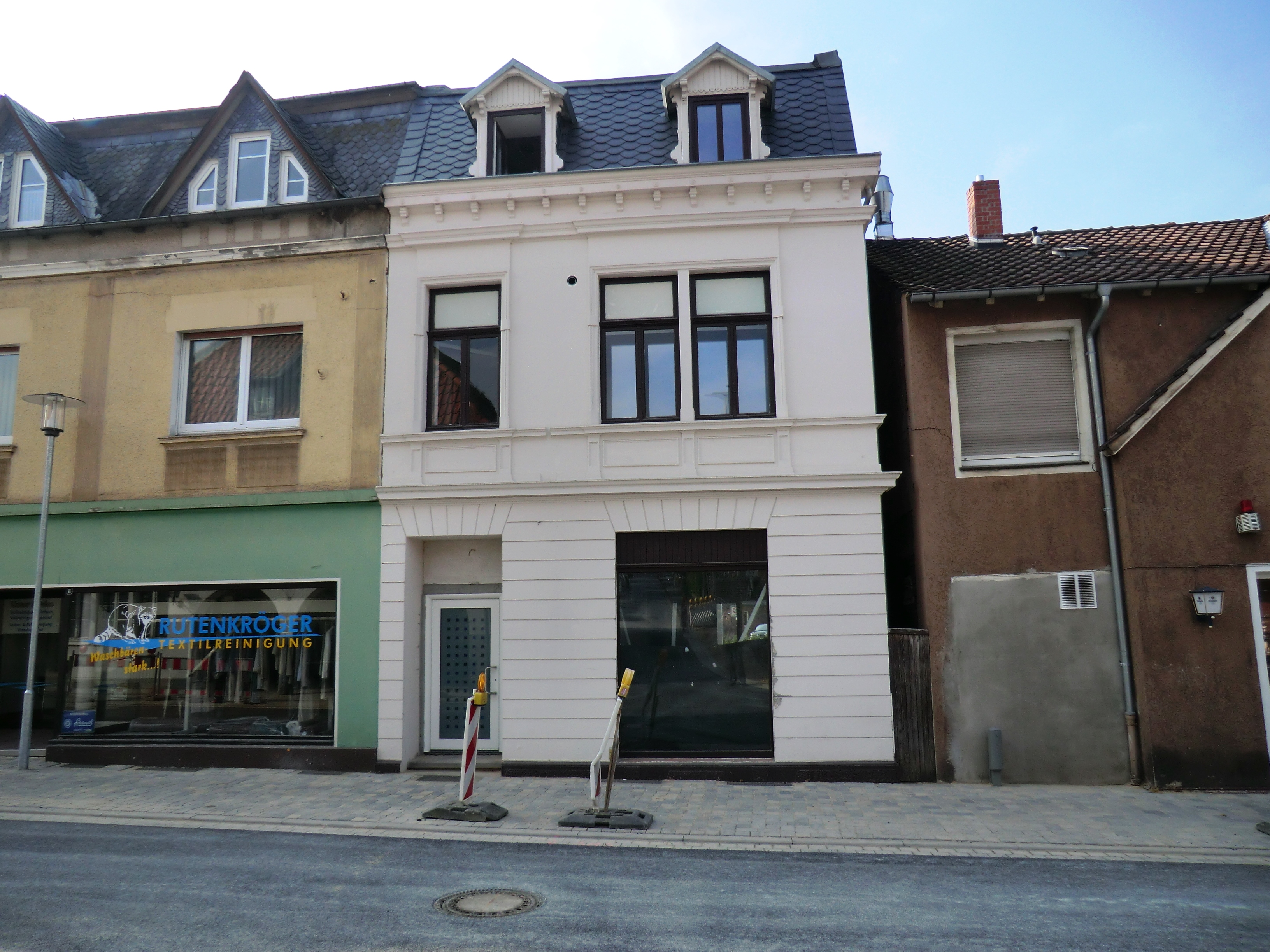
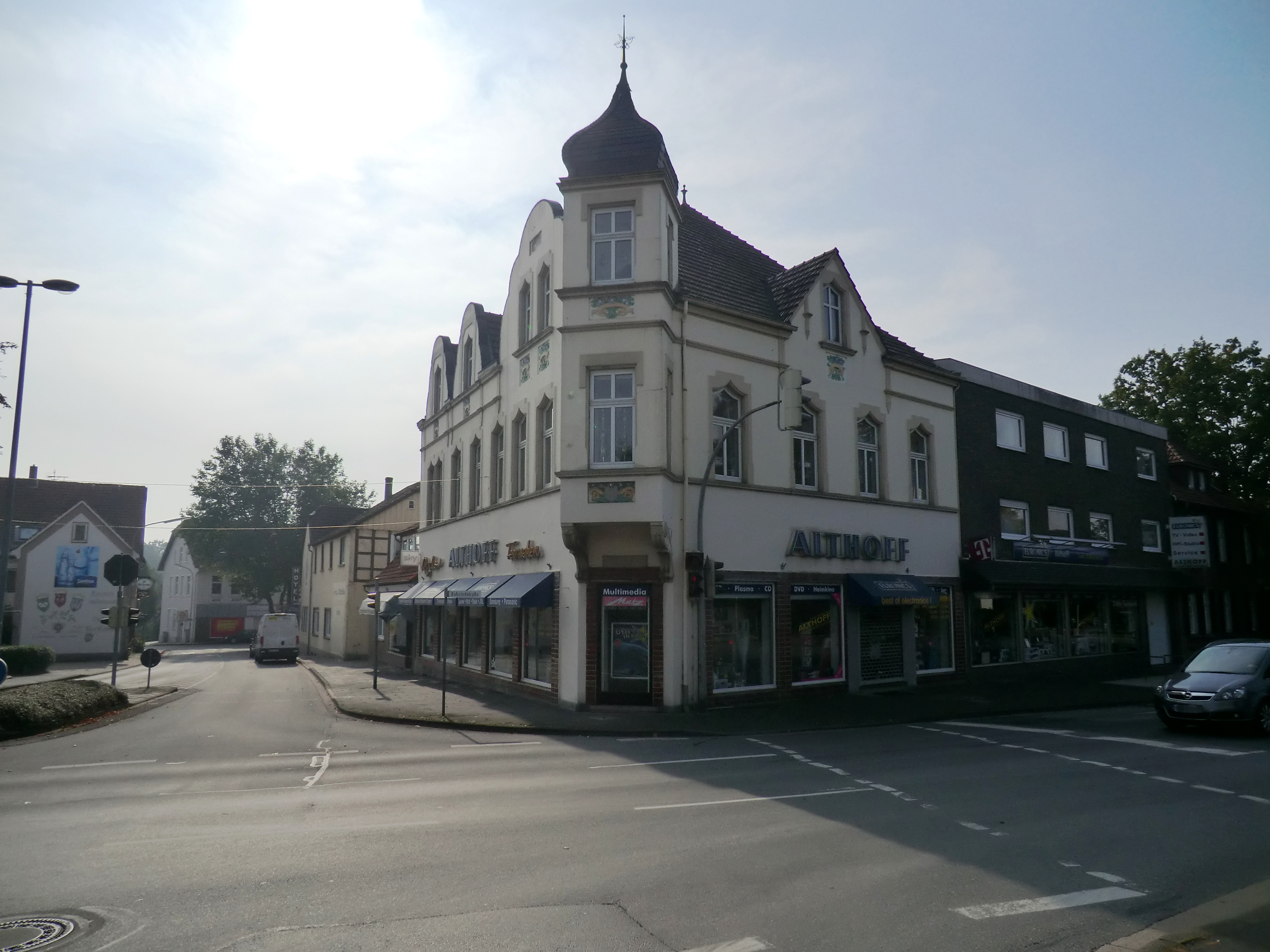
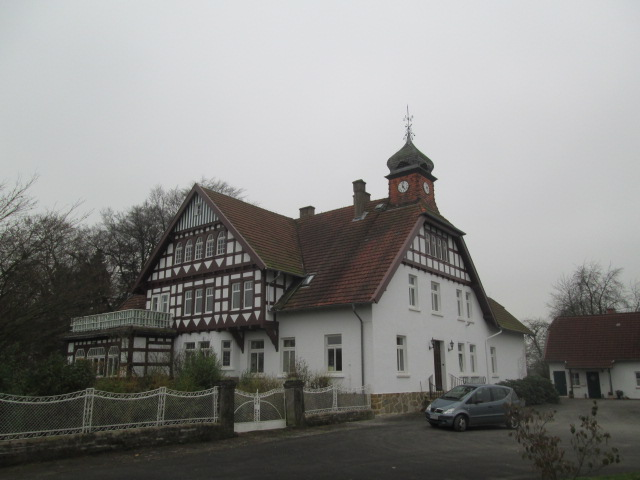
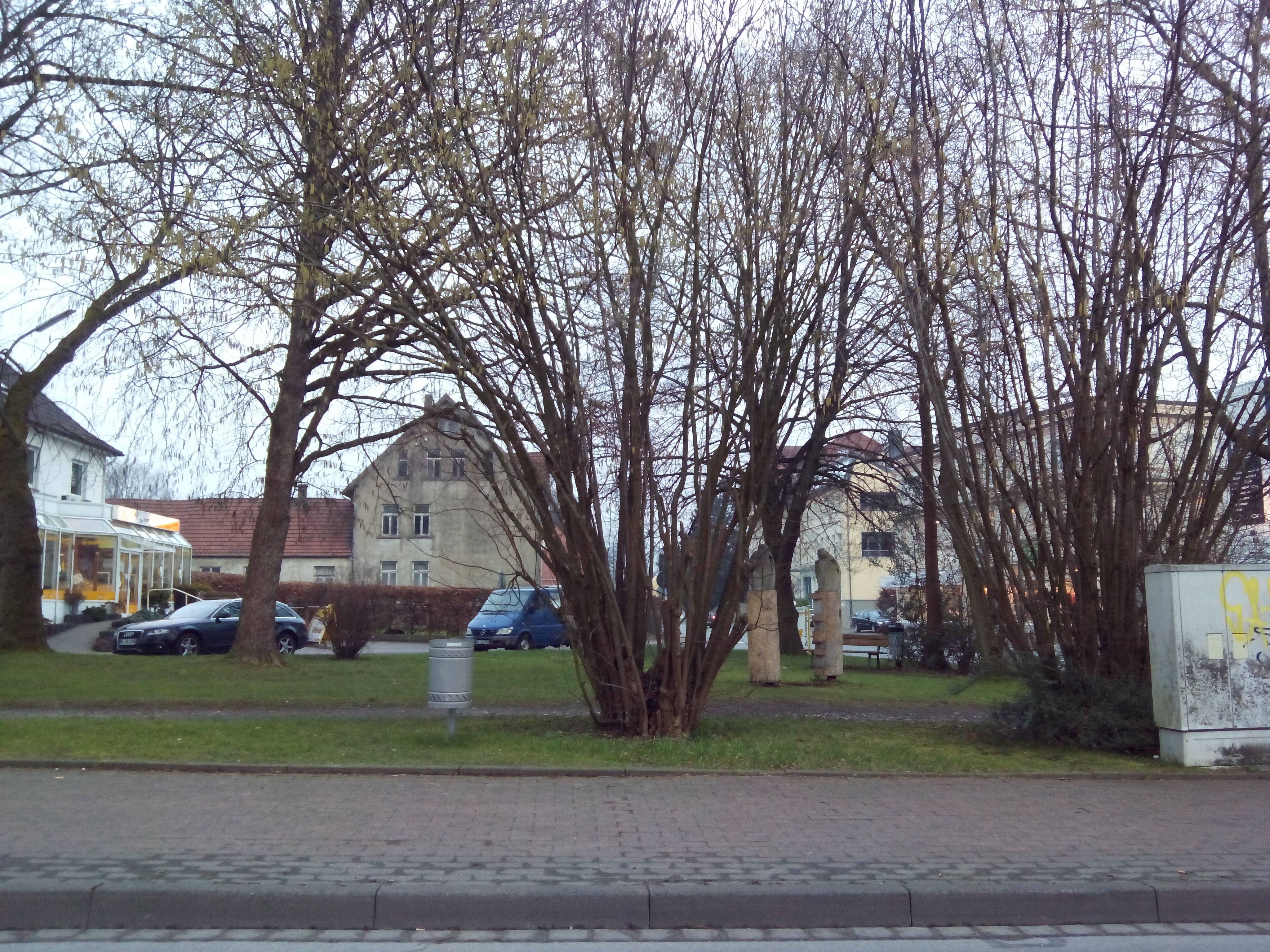
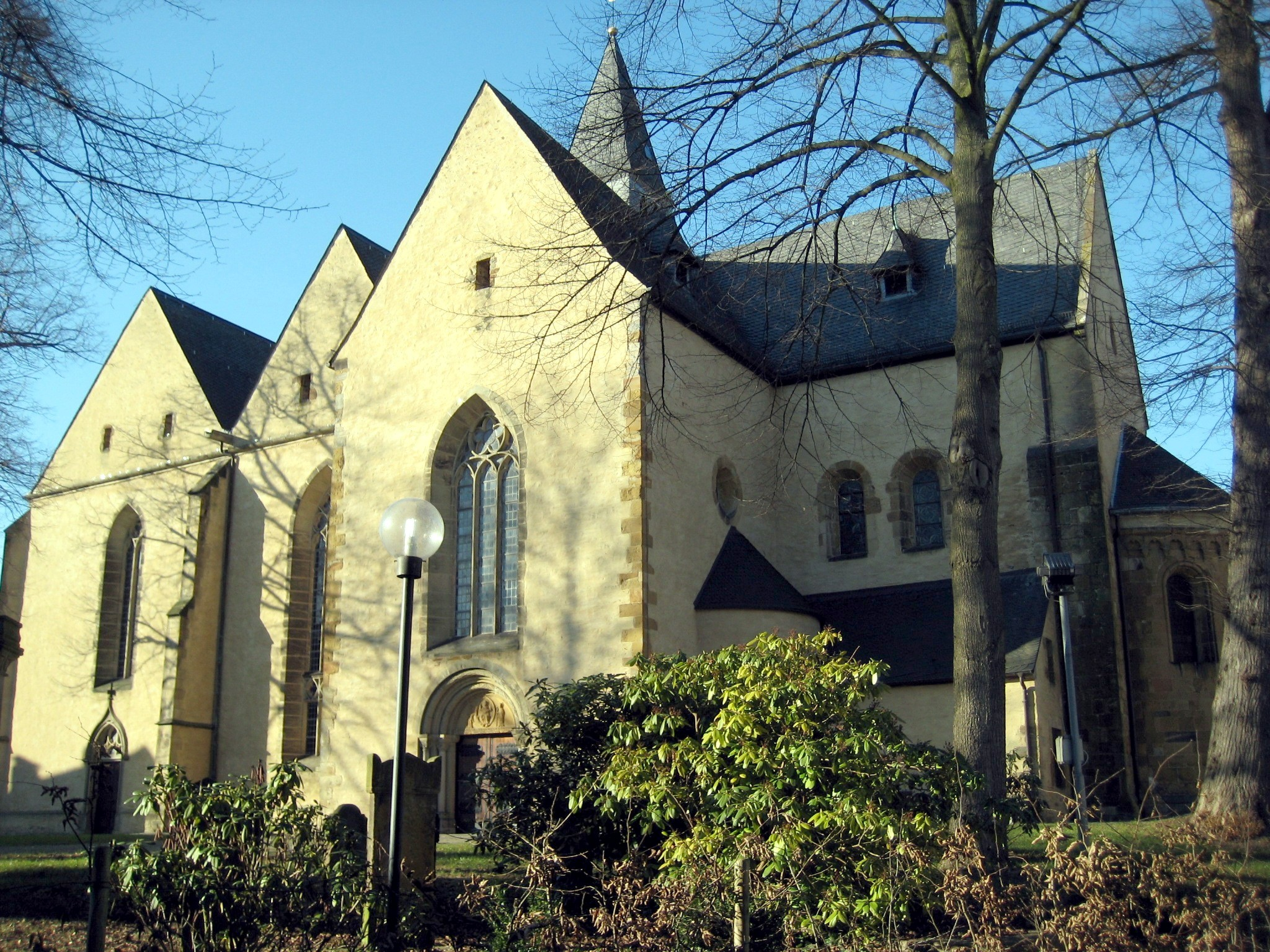
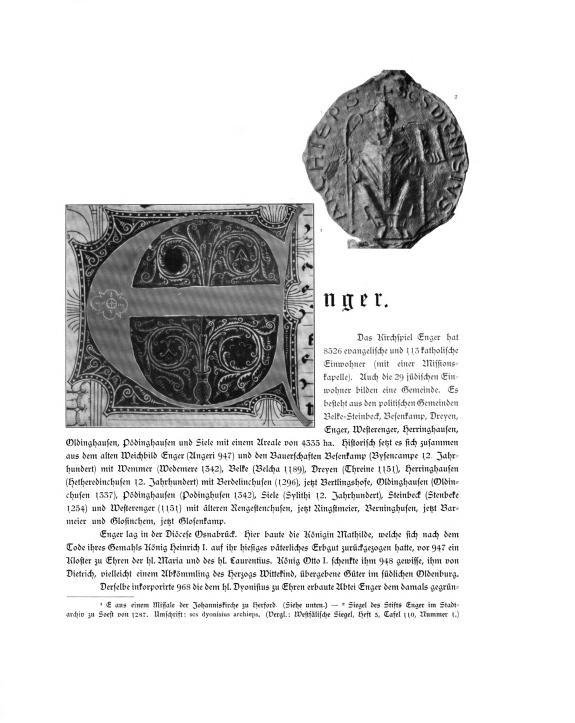

## Népesség
A település népességének változása:
| Lakosok száma | 15 924 | 20 520 | 20 461 | 20 483 | 20 705 | 20 724 |
|               | 1975   | 2017   | 2019   | 2021   | 2022   | 2023   |